# 孔斯霍尔门
孔斯霍尔门（瑞典語：Kungsholmen）是瑞典首都斯德哥爾摩的一個區，位於斯德哥爾摩市中心，得名于同名岛屿。孔斯霍尔门在2014年人口有68,016人。孔斯霍尔门的面積4.85 km²。